# Gottlieb Nigelli
Gottlieb Nigelli (* 1746 in Wien; † 1812 ebenda) war ein österreichischer Architekt des Klassizismus in Wien.

## Leben
Nigelli stammt aus einer italienischen Familie von Stuckatoren. Nach einer Lehre als Maurer studierte er Architektur an der Akademie der bildenden Künste Wien, bei Jean-François Chalgrin in Paris und auf Empfehlung des Hofkanzlers Wenzel Anton Kaunitz mit kaiserlichem Stipendium in Rom. Dort verbrachte Nigelli mehrere Jahre. Anschließend erhielt eine Stelle als Ingenieur am Hofbauamt in Wien.
Sein bedeutendstes Werk ist die Reformierte Stadtkirche in Wien (1783–1784). Unweit davon und zeitgleich entstand das Palais Pallavicini nach Plänen von Nigellis Vorgesetzten Johann Ferdinand Hetzendorf von Hohenberg. Nach einer Auseinandersetzung beider über den künstlerischen Wert ihrer jeweiligen Bauwerke wurde Nigelli nach Brünn strafversetzt, jedoch 1793 nach Wien zurückberufen und 1797 zum Hofarchitekten ernannt. Weitere Konflikte mit seinen Vorgesetzten führten dazu, dass Nigelli 1801 aus dem Hofdienst austrat. Ein ehemaliges Vorstadthaus Nigellis in Wien-Neubau (1803–1804) hat sich als Teil des Klosters der Töchter des Göttlichen Heilands lange erhalten. 2022 wurde es unter öffentlichen Protesten abgerissen.

## Erhaltene Bauwerke

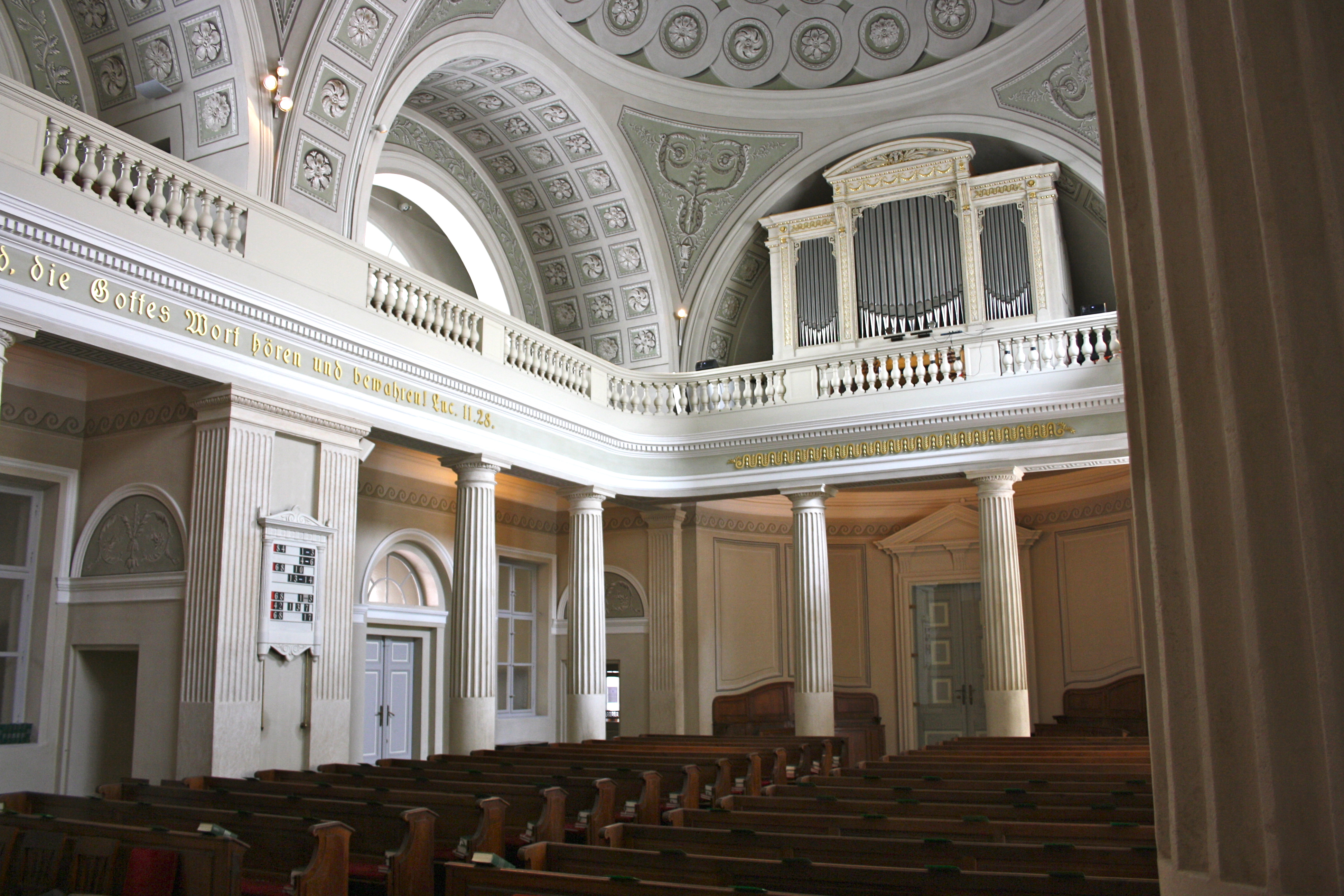
Innenraum der Reformierten Stadtkirche, Dorotheergasse 16, Wien (erbaut 1783–1784)
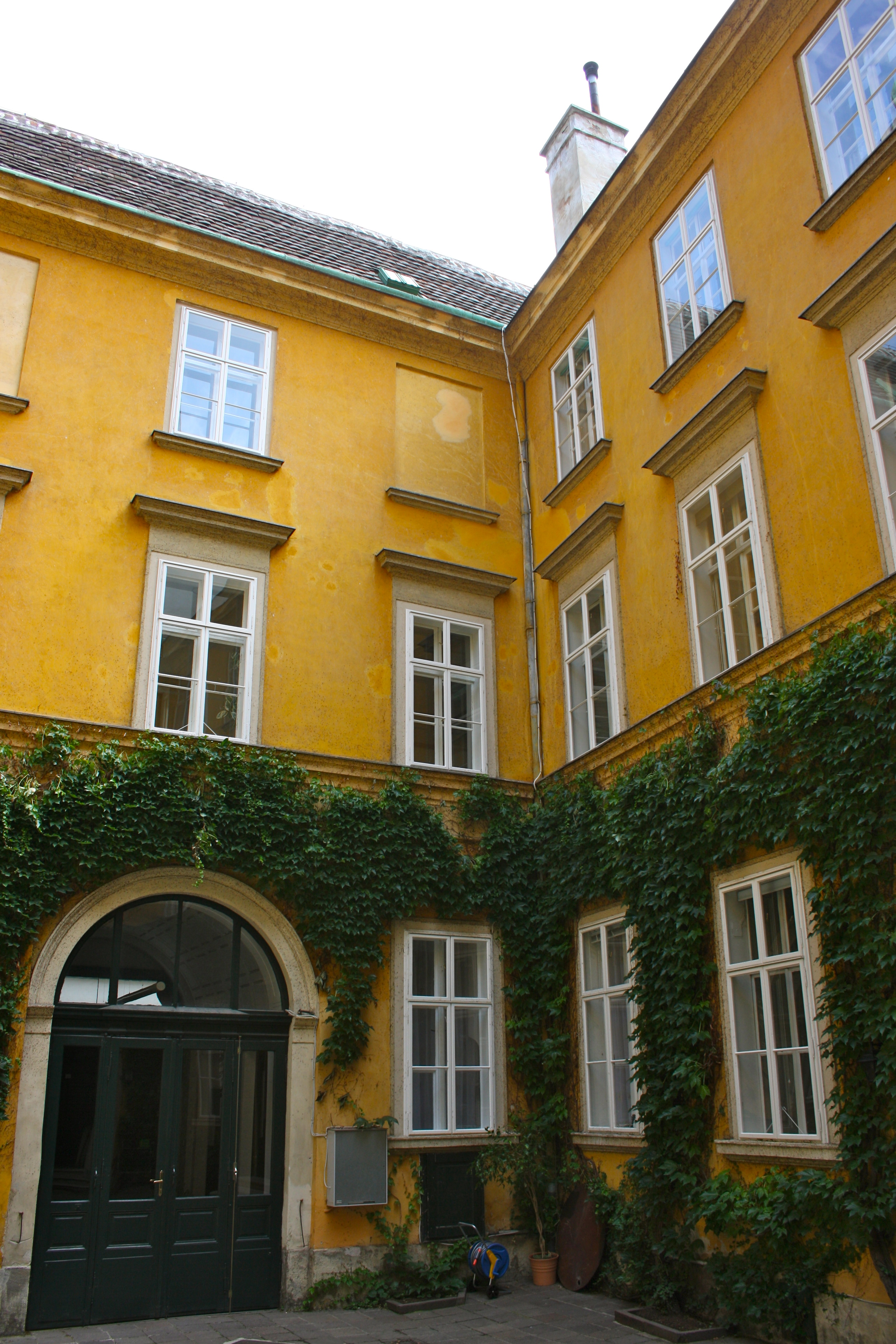
Pfarrhaus der Reformierten Stadtkirche, Dorotheergasse 16, Wien (erbaut 1783–1784)
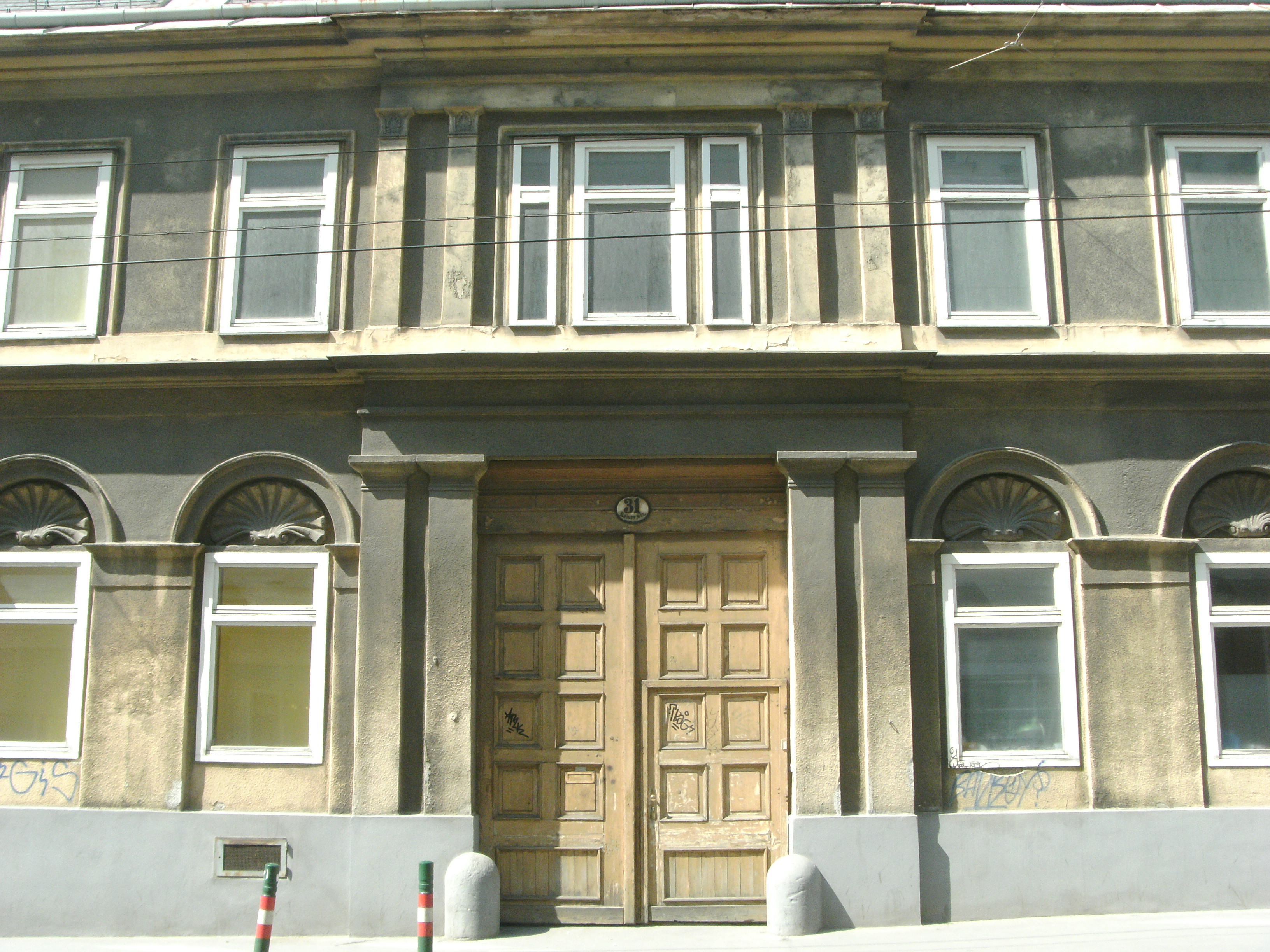
Vorstadthaus, Kaiserstraße 31, Wien (erbaut 1803–1804)